# Stadion OSiR w Zamościu
Stadion Ośrodka Sportu i Rekreacji w Zamościu – stadion piłkarsko-lekkoatletyczny znajdujący się w Zamościu przy ulicy Królowej Jadwigi 8. Jest to główny obiekt drużyny Hetmana Zamość.

## Opis ogólny
Stadion dysponuje maksymalną pojemnością 7600 miejsc. 
Na obiekt składają się:
- pełnowymiarowe boisko piłkarskie o wymiarach 102 x 66 metrów
- 8 torowa bieżnia tartanowa (Conipur M) o dł. 400 m z rowem z wodą
- rzutnie do rzutu oszczepem, do rzutu dyskiem i młotem, oraz do pchnięcia kulą
- skocznie do skoku o tyczce oraz dwie skocznie do skoku w dal i trójskoku
- elektroniczna tablica wyników, nagłośnienie, pełny monitoring wizyjny oraz niezbędne wyposażenie do organizacji zawodów lekkoatletycznych

Stadion wchodzi w skład miejskiego kompleksu sportowego, który położony jest w samym centrum miasta w pobliżu Starego Miasta i Parku Miejskiego oraz nad brzegiem rzeki Łabuńki. Oprócz stadionu w skład ośrodka wchodzą:
- duża hala sportowo-widowiskowa
- mała hala z salami specjalistycznymi
- siłownia wraz z sauną
- boisko wielofunkcyjne ze sztuczną nawierzchnią
- boiska asfaltowe do koszykówki
- tory łucznicze
- sportowa przychodnia lekarska
- baza hotelowa na 100 miejsc oraz gastronomiczna na 250 osób

Wszystkie obiekty zostały przystosowane do przyjmowania osób niepełnosprawnych.

## Historia

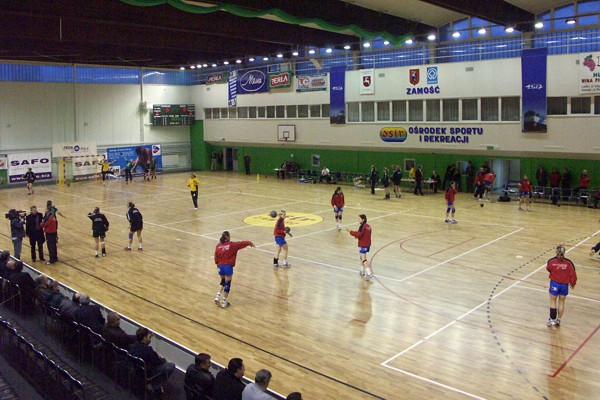
Hala widowiskowo-sportowa

Inicjatorem budowy w Zamościu ośrodka sportowego był powstały w roku 1933 Komitet Budowy Pływalni i Stadionu w Zamościu. Już rok później, w 1934 roku, do użytku została oddana pływalnia. W roku 1935 rozpoczęto budowę tzw. Parku Sportowego ze stadionem sportowym. W okresie powojennym nastąpiła znacząca rozbudowa ośrodka. Przebudowano płytę i bieżnię dawnego stadionu, zbudowano boisko treningowe do piłki nożnej i zespół boisk do gier małych. W latach 1967–1971 wzniesiono za sumę 8 milionów złotych nowoczesną na ówczesne czasy halę sportową według projektu Wojciecha Zabłockiego, która w roku 2006 przeszła gruntowny remont.

## Plany modernizacyjne
W latach 2007–2012 Ośrodek Sportu i Rekreacji wraz z Urzędem Miejskim w Zamościu planuje kompleksowo zmodernizować stadion. W planach jest m.in. przebudowa nieremontowanej części trybun, remont zaplecza sanitarnego, nagłośnienia, pokojów dla sprawozdawców, obserwatorów oraz instalacja sztucznego oświetelnia. Inwestycje mają być współfinansowane ze środków Unii Europejskiej.